# Nortt
Nortt est un groupe (one man band) de black et doom metal danois, originaire d'Odense, en Danemark-du-Sud. Le style musical de Nortt repose sur des riffs de guitare lourds à forte saturation, accompagnés par un piano qui donne sur certains morceaux une partie plus mélodique (sur d'autres le piano ne sert que pour une légère ligne de basse), le tout sur un tempo très lent. Pour ce qui est du chant la voix est saturée, se rapprochant de grognements et de hurlements. Sur son site officiel, Nortt se dit fasciné par la mort, le nihilisme, la misanthropie, la solitude et la détresse.

## Biographie

### Débuts (1995-2002)
Nortt est formé en automne 1995, par un seul et unique membre qui se surnomme lui aussi Nortt. Après la création du groupe, Nortt façonne son style musical mêlant black et doom metal, traitant du nihilisme et de la misanthropie. En 1997, Nortt enregistre une démo intitulée Nattetale, publiée à 100 exemplaires. Insatisfait, Nortt enregistre une deuxième version, limitée à 20 exemplaires et distribuée à des proches. Cette version ne sera jamais officiellement publiée. Un an plus tard, il publie une deuxième démo Døden, sur laquelle l'atmosphère mélancolique « emmène l'auditeur dans la tombe. » En 1999 sort une troisième démo, Graven, limitée à 250 exemplaires. Au printemps 2002, la démo est rééditée à 100 exemplaires par le label italien Maggot Records.

### Premier album (2003-2005)
À la fin d'avril 2003 sort une compilation intitulée Mournful Monuments 1998-2002 au label Possession Productions, qui contient de vieilles chansons du groupe. Cette même année, Sombre Records publie le premier album studio de Nortt, Gudsforladt, en version long play. 2004 voit la sortie de l'album en version CD sur le label Diehard Bloodline, avec une chanson bonus, Evig hvile. De par sa limitation à 1 000 exemplaires, l'album engendre à peine 37 $, soit 29 euros. L'album contient des guitares saturées, et des hurlements torturés. le titre, Gudsforladt, parle du chemin entre la vie et la mort. Cette même année, la démo Graven est rééditée par le label suédois Total Holocaust Records en format album. Le label grec Cryptia Productions se charge de le rééditer en format vinyle. À la fin de décembre 2004, Total Holocaust Records sort un split CD entre Nortt et le groupe de black metal américain Xasthur. Au printemps 2005, Southern Lord Recordings édite en split en formats CD et LP,.

### LigfærdetGalgenfrist(depuis 2005)
À la fin de 2005 sort le deuxième album studio de Nortt, Ligfærd. Il est distribué par de nombreux labels : Possession Productions en format cassette, Total Holocaust Records en format CD, Cryptia Productions en LP limité à 300 exemplaires, et Viva Hate Records en LP limité à 500 exemplaires.

## Membre
- Nortt (Apollyon / ex-Strychnos) - tous les instruments (guitare, basse, batterie, piano, effets sonore, chant)

## Discographie

### Albums studio
- 2003 : Gudsforladt
- 2005 : Ligfærd
- 2008 : Galgenfrist

### Démos
- 1997 : Nattetale
- 1998 : Døden...
- 1999 : Graven

### Split
- 2004 : Xasthur/Nortt

### EP
- 2002 : Hedengang

### Compilations
- 2003 : Mournful Monuments 1998-2002